# Afro-Europeanen
Afro-Europeanen zijn mensen van Afrikaanse oorsprong die inwoners of burgers zijn van Europese landen. Zij omvatten immigranten alsmede in Europa geboren mensen van Sub-Sahara-Afrikaanse afkomst.
De Raad van Europa rapporteerde in 2008 over de immigratie uit Afrika ten zuiden van de Sahara en noemde een aantal Afrikaanse migranten in Europa van tussen de 3,5 en 8 miljoen, vooral geconcentreerd in België, Frankrijk, Italië, Nederland, Portugal, Spanje en het Verenigd Koninkrijk. Het rapport merkte ook op dat de cijfers waarschijnlijk te laag geschat zijn ten gevolge van factoren als illegale immigratie.

## Immigratie
Tussen 2000 en 2005 emigreerden naar schatting 440.000 mensen per jaar uit Afrika, de meeste van hen naar Europa. Het grootste deel van deze migratie is illegaal. "Operation Hermes" van het Frontex-agentschap van de Europese Unie houdt toezicht op de Middellandse Zee tussen Noord-Afrika en Italië. Door de toegenomen grenscontroles langs de Middellandse Zee zijn de belangrijkste migratieroutes naar Griekenland verplaatst.
Het cijfer van 0,44 miljoen Afrikaanse emigranten per jaar (wat overeenkomt met ongeveer 0,05% van de totale continentbevolking), waaronder veel zwarte Afrikanen, verbleekte in vergelijking met de jaarlijkse bevolkingsgroei van ongeveer 2,6%, wat aangaf dat slechts ongeveer 2% van de Afrikaanse bevolkingsgroei werd gecompenseerd door emigratie.

## Verspreiding
Sommige van de grotere populaties van immigranten van Zwart-Afrikaanse afkomst in Europa zijn:
| Land                | Bevolking                     | Beschrijving |
| ------------------- | ----------------------------- | --- |
| Frankrijk           | ca. 4.500.000                 | Voornamelijk uit Kameroen, Ivoorkust, Senegal en Mali.                                                                                           |
| Verenigd Koninkrijk | 3.624.700 (2010 volkstelling) | De volkstelling van 2001 heeft 1.148.738 zwarte Britse volk geregistreerd (Geen mensen van gemengd Afrikaanse afkomst en een andere etniciteit). |
| Italië              | 1.000.000                     | De meeste zijn afkomstig uit Senegal, Eritrea, Somalië, Ivoorkust, Burkina Faso en Ghana.                                                        |
| Duitsland           | 817.500                       | Voornamelijk uit Ghana, Kameroen en Nigeria. |
| Nederland           | 749.780                       | Voornamelijk Afro-Surinamers en Afro-Antillianen, maar ook uit Ghana, Nigeria, Kaapverdië en Somalië.                                            |
| Spanje              | 500.000                       | Voornamelijk uit Senegal, Equatoriaal-Guinea en Gambia.                                                                                          |
| België              | 410.000                       | Voornamelijk uit Congo, Rwanda, Senegal, Kameroen en Guinee.                                                                                     |
| Portugal            | 150.000                       | Voornamelijk uit de voormalige Portugese koloniën in Afrika, met name Kaapverdië, Angola en Guinee-Bissau.                                       |
| Zwitserland         | 73.553                        | Voornamelijk afkomstig uit de Democratische Republiek Congo, Kameroen en Angola.                                                                 |

## Bekende personen

### Historisch
Een aantal beroemde Europese historische figuren waren van gedeeltelijke Afrikaanse afkomst, waaronder Aleksandr Poesjkin, Alexandre Dumas, George Bridgetower, Samuel Coleridge-Taylor en John Archer.

### Sport
Er zijn veel zwarte voetballers productief in diverse Europese competities. Tot voor kort waren er weinig tot geen zwarte mensen in coach- of bestuursposities met betrekking tot voetbal. Frank Rijkaard werd de eerste zwarte persoon die een Europees land trainde toen hij de bondscoach was van Nederland in 2000 en had nadien een succesvolle periode in Spanje. De in Senegal geboren Pape Diouf werd voorzitter van de Olympique Marseille. Paul Ince werd de eerste zwarte Britse manager van een Premier League-club toen hij de manager van Blackburn Rovers werd, en de eerste zwarte speler die aanvoerder was van Engeland.

### Media
In het Verenigd Koninkrijk was Trevor McDonald in 1969 de eerste zwarte primetime nieuwslezer, hij was 37 jaar werkzaam voor de BBC. Harry Roselmack werd de eerste zwarte primetime nieuwslezer op een mainstream televisiekanaal in Frankrijk in juli 2006.